# Pilotrichum plumula
Pilotrichum plumula là một loài rêu trong họ Pilotrichaceae. Loài này được Nees mô tả khoa học đầu tiên năm 1827.